# Naranjal, Chiapas
Naranjal är en ort i Mexiko.   Den ligger i kommunen Amatenango de la Frontera och delstaten Chiapas, i den sydöstra delen av landet, 900 km sydost om huvudstaden Mexico City. Naranjal ligger 1 060 meter över havet och antalet invånare är 199.
Terrängen runt Naranjal är huvudsakligen bergig, men norrut är den kuperad. Naranjal ligger nere i en dal. Runt Naranjal är det ganska tätbefolkat, med 108 invånare per kvadratkilometer. Närmaste större samhälle är Frontera Comalapa, 18,9 km norr om Naranjal. I omgivningarna runt Naranjal växer huvudsakligen savannskog.